# Cuba Austin
Cuba Austin est un batteur américain, né à Charleston (Virginie-Occidentale) vers 1906 et mort en 1961 à Baltimore.
Danseur de claquettes, il étudie la batterie, participant aux McKinney's Cotton Pickers (1926), aux Chocolate Dandies et chez Jean Goldkette (1928). À partir de 1931, il forme son propre orchestre et se produit en indépendant. Il ne participe à aucun autre enregistrement.
Ce batteur d'obédience néo-orléanaise est difficilement audible sur les enregistrements auxquels il a participé.